# Nansenia iberica
El argentina ibérica es la especie Nansenia iberica, un pez marino de la familia microstomátidos. Sólo se conocen unos pocos especímenes.

## Anatomía
La longitud máxima descrita es de 25 cm, con el cuerpo generalmente de color marrón y la aleta adiposa está pigmentada en su base a diferencia de otras especies del género.

## Hábitat y biología
Es un pez marino mesopelágico que habita aguas profundas en un rango entre los 500 y 600 metros de profundidad. Se distribuyen de forma endémica por el oeste del mar Mediterráneo en un área muy reducida, especialmente entre las islas Baleares y la costa continental de España.